# سیارک ۲۱۴۷۱
سیارک ۲۱۴۷۱ (به انگلیسی: 21471 Pavelchvykov، نامگذاری:1998HA98) بیست و یک هزار و چهارصد و هفتاد و یکمین سیارک کشف شده‌است که در ۲۱ آوریل ۱۹۹۸ کشف شد.
قدر مطلق سیارک برابر ۱۷.۸ است.